# 绿花苹婆
绿花苹婆（学名：Sterculia gengmaensis）是梧桐科苹婆属的植物，为中国的特有植物。分布于中国大陆的云南等地，生长于海拔1,670米的地区，多生长于森林中，目前尚未由人工引种栽培。